# Inchenhofen

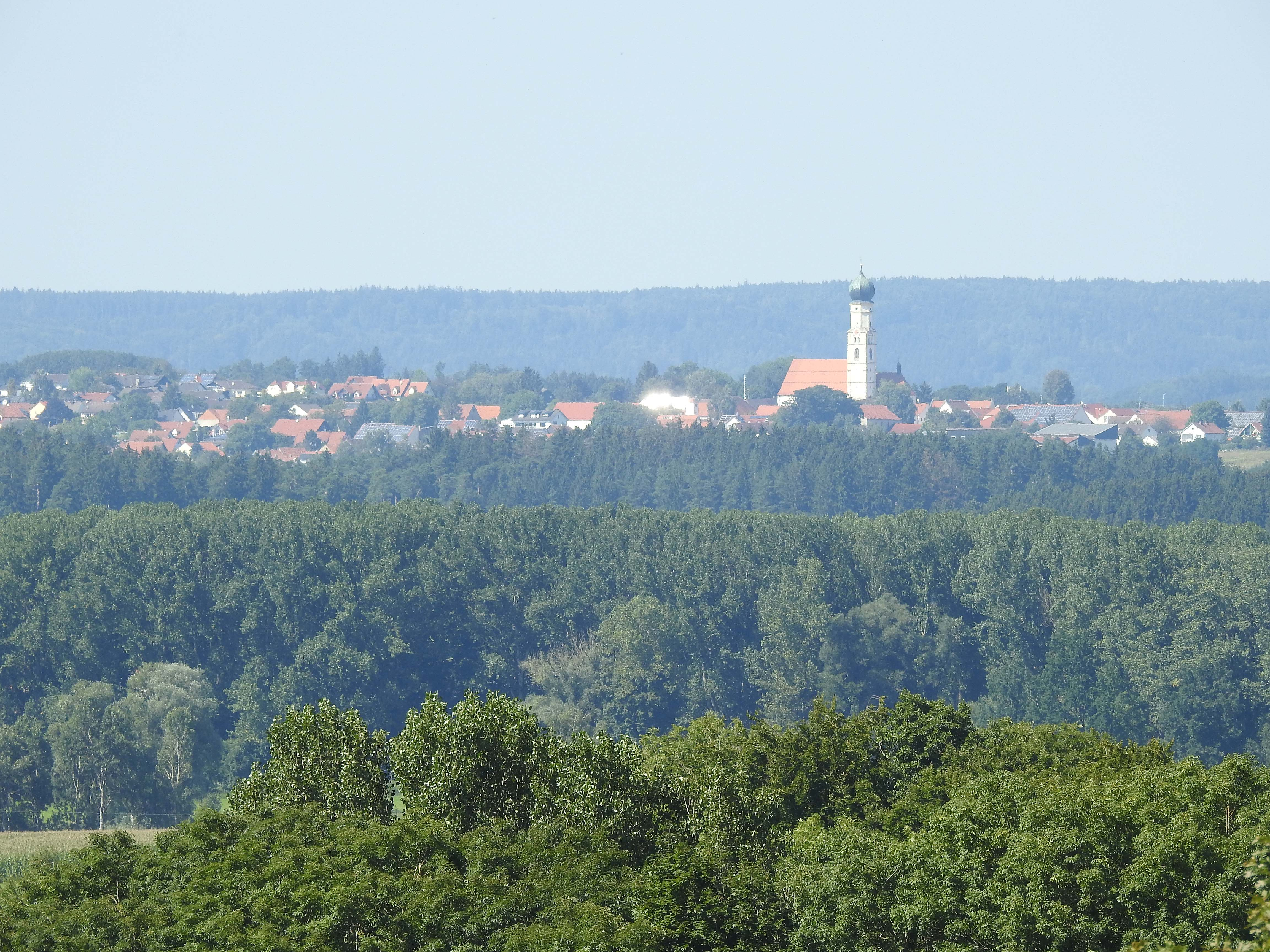
Inchenhofen von Südosten

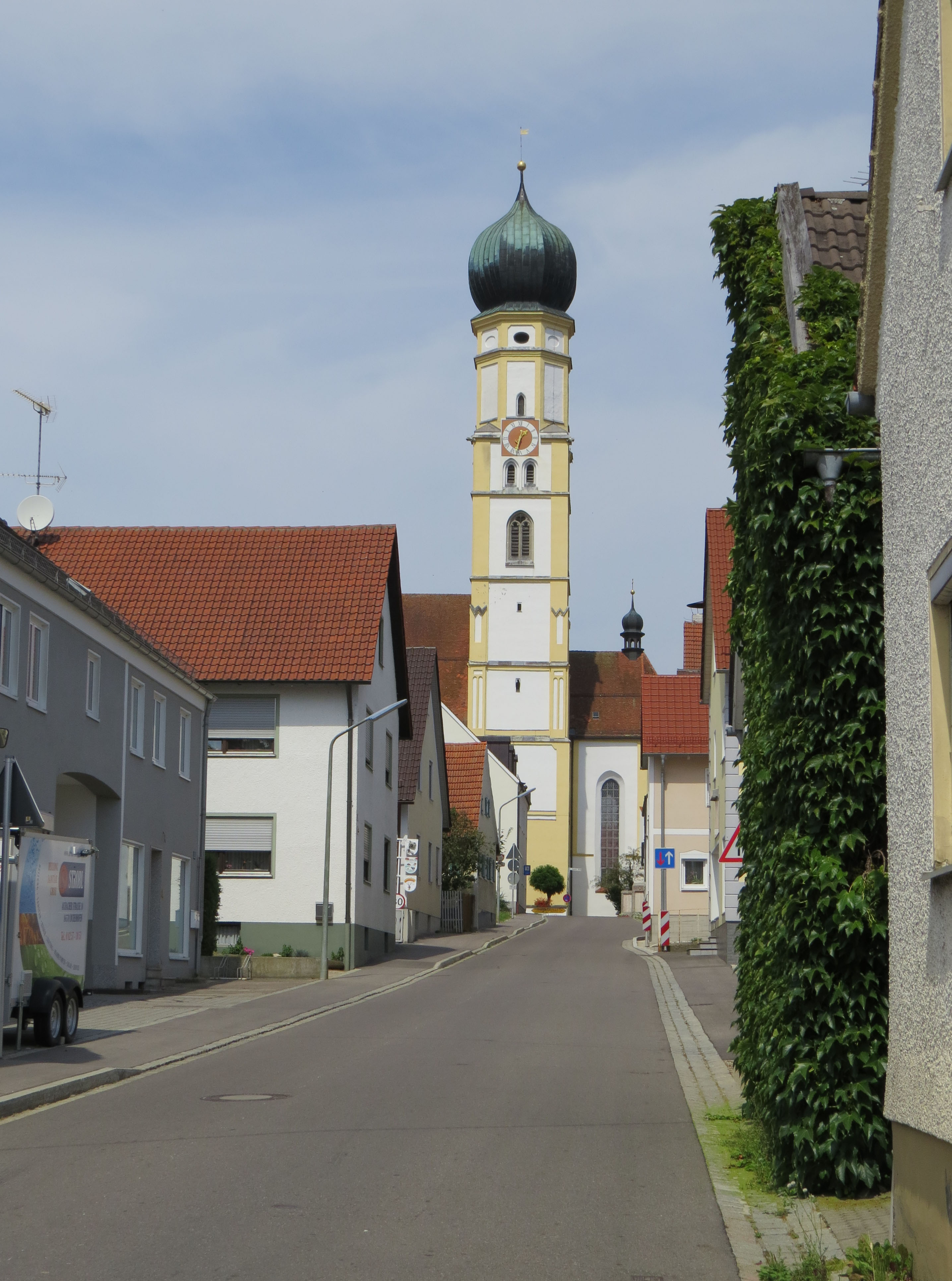
Aichacher Str. mit Wallfahrtskirche in Inchenhofen

Inchenhofen (bairisch Leahad) ist ein Markt im schwäbischen Landkreis Aichach-Friedberg in Bayern.

## Geografie
Der Ort liegt auf einem Landrücken zwischen dem Donaumoos und dem Paartal.

### Gemeindegliederung
Es gibt 11 Gemeindeteile (in Klammern sind der Siedlungstyp und die Einwohnerzahl (Stand 31. Dezember 2022) angegeben):
- Ainertshofen (Weiler, 17)
- Arnhofen (Einöde, 8)
- Inchenhofen (Hauptort, 2010)
- Ingstetten (Weiler, 32)
- Oberbachern (Dorf, 49)
- Reifersdorf (Einöde, 9)
- Ried, Sainbach (Dorf, 31)
- Sainbach (Pfarrdorf, 436)
- Schönau (Weiler, 15)
- Taxberg (Weiler, 25)
- Unterbachern (Dorf, 77)

Gemarkungen sind Inchenhofen, Oberbachern und Sainbach.

### Nachbargemeinden
- Aichach
- Hollenbach
- Kühbach
- Pöttmes

### Geologie
Mit über 160 ha Fläche ist das Inchenhofener Rossmoos eines der größten zusammenhängenden Niedermoore im Landkreis Aichach-Friedberg. Seine Entstehung verdankt es hohen Grundwasserständen und zahlreichen Quellaustritten im Tal des Inchenhofener Moosgrabens und des Schreierbaches. Die Vegetation der feuchten Niederung bestand früher aus dichten Schilf- und Seggenbeständen, die randlich von Erlenbruchwäldern umgeben waren. Abgestorbene Pflanzenteile und Wurzeln konnten sich am nassen oder mit Wasser bedeckten Boden nicht vollständig zersetzen. Große Mengen organischer Substanz reicherten sich infolgedessen als Torf an. Seit Beginn der Torfbildung, vor weniger als 10.000 Jahren wurden zum Teil bis 2,6 m mächtige Torfschichten abgelagert. Mit der intensiven landwirtschaftlichen Nutzung und Trockenlegung des sumpfigen Tales, seit etwa 200 Jahren, endete das Torfwachstum. Seither ist das Moor wieder um mehr als einen Meter geschwunden.
Bis zur Mitte des 20. Jahrhunderts wurde der Torf, eine Vorstufe zur Braunkohle, auch abgegraben (gestochen), getrocknet und verheizt. Heute wird mehr und mehr die Bedeutung des Roßmooses für den Natur- und Landschaftsschutz erkannt. Naturnahe Flächengestaltungsmaßnahmen und begrenzte Moorregenerierung sollen die ökologische Gesamtsituation des Roßmooses verbessern und wieder Lebensraum für seltene Pflanzen und Tiere schaffen.

## Geschichte

### Bis zur Gemeindegründung
Inchenhofen wurde erstmals im 11. Jahrhundert als Imichinhouen und Imechenhouen erwähnt. Zisterziensermönche aus dem Kloster Fürstenfeld betreuten von 1283 bis 1803 die bedeutende Wallfahrt am Ort. Der Markt Inchenhofen gehörte zum Rentamt München und zum Landgericht Aichach im Herzogtum Bayern bzw. ab 1623 im Kurfürstentum Bayern. Seit dem Jahr 1400 verfügte es über Eigenrechte. Im Zuge der Verwaltungsreformen in Königreich Bayern entstand mit dem Gemeindeedikt von 1818 die heutige Gemeinde.

### 20. Jahrhundert
Der Ort war bis 1972 oberbayerisch. Erst im Zuge der Gebietsreform wurde die Gemeinde 1972 dem Regierungsbezirk Schwaben zugeordnet.
Die Verwaltungsgemeinschaft Inchenhofen bestand vom 1. Mai 1978 bis zum 31. Dezember 1993.

### Eingemeindungen
Am 1. Januar 1972 wurde die Gemeinde Oberbachern eingemeindet. Am 1. Januar 1978 kamen Sainbach und Gebietsteile der aufgelösten Gemeinden Haslangkreit und Unterbernbach hinzu.

### Einwohnerentwicklung
Zwischen 1988 und 2019 wuchs der Markt von 1954 auf 2647 um 693 Einwohner bzw. um 35,5 %.

## Politik

### Marktgemeinderat

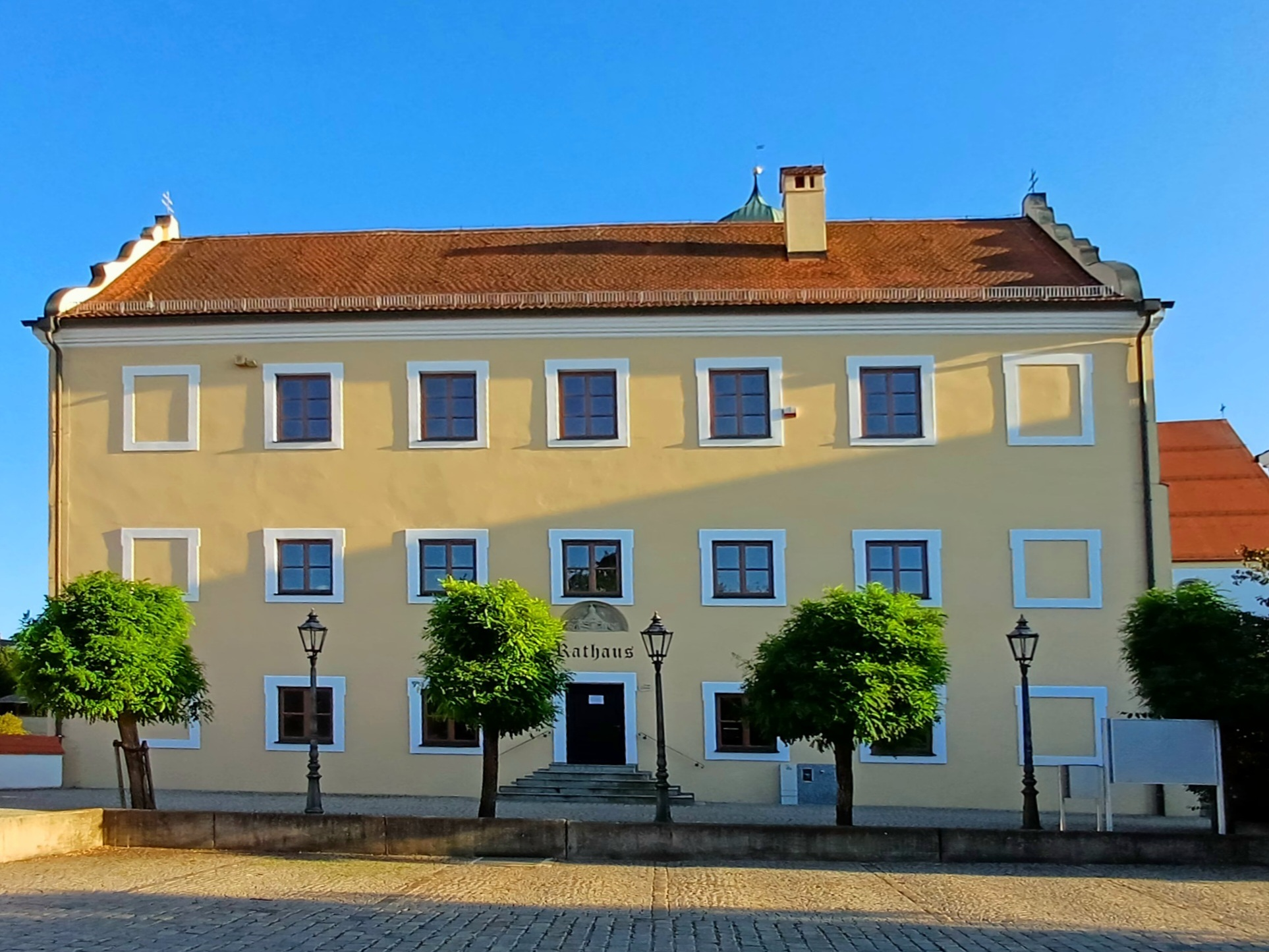
Rathaus im früheren Klosterhospitium

Der Gemeinderat hat 14 Mitglieder. Weiteres Mitglied und Vorsitzender des Gemeinderates ist der Erste Bürgermeister.
Die Gemeinderatswahl am 16. März 2014 führte zu folgendem Ergebnis:
| Parteien         |        |        |
| Parteien         | Anteil | Sitze  |
| ---------------- | ------ | ------ |
| CSU/Freie Wähler | 60,0 % | 8      |
| Bürgerwille '84  | 40,0 % | 6      |
| Wahlbeteiligung  | 61,5 % | 61,5 % |

In der Amtszeit von Mai 2020 bis April 2026 gehören aufgrund der Wahl vom 15. März 2020 dem Gemeinderat an:
| Parteien              |        |        |
| Parteien              | Anteil | Sitze  |
| --------------------- | ------ | ------ |
| CSU/Freie Wähler      | 54,4 % | 8      |
| Bürgerwille '84       | 28,0 % | 4      |
| ÖDP                   | 15,8 % | 2      |
| Bündnis 90/Die Grünen | 1,6 %  | 0      |
| Wahlbeteiligung       | 70,3 % | 70,3 % |

### Bürgermeister
Bei der Wahl am 15. März 2020 wurde Anton Schoder (CSU) mit 62,0 % der Stimmen unter drei Bewerbern für die Amtszeit Mai 2020 bis April 2026 zum Ersten Bürgermeister gewählt. Sein Vorgänger war von Mai 1996 bis April 2020 Karl Metzger; dieser wurde zuletzt bei der Kommunalwahl 2014 mit 83,3 % der gültigen Stimmen im Amt bestätigt.

### Wappen
| Wappen von Inchenhofen | Blasonierung: „In Gold über einem Schild mit den bayerischen Rauten wachsend der silbern nimbierte hl. Leonhard in der schwarzen Kutte der Benediktiner, rechts eine Kette, links einen Krummstab haltend; links neben ihm kniet ein rotgekleideter betender Pilger mit Stab und Tasche.“ |
| Wappen von Inchenhofen | Wappenbegründung: Aus dem Jahr 1399 ist ein Siegelabdruck überliefert mit der Umschrift S. CIVIUM DE INCHENHOFEN. Abgebildet ist der hl. Leonhard auf einem Dreieckschild mit den bayerischen Rauten. In Inchenhofen steht eine Wallfahrtskirche, die dem hl. Leonhard, dem Schutzheiligen der Gefangenen, geweiht ist. Die Kette in der rechten Hand des Heiligen kennzeichnet ihn als Schutzheiligen der Gefangenen. Seit dem 16. Jahrhundert wird er zum Vieh- und Bauernheiligen und damit seine Kette als Viehkette gedeutet. Der Abtstab im Gemeindewappen kam im 17. Jahrhundert dazu. Der Rautenschild erinnert an die Landeshoheit der Wittelsbacher. Dieses Wappen wird seit dem 14. Jahrhundert geführt. |

## Kultur und Sehenswürdigkeiten

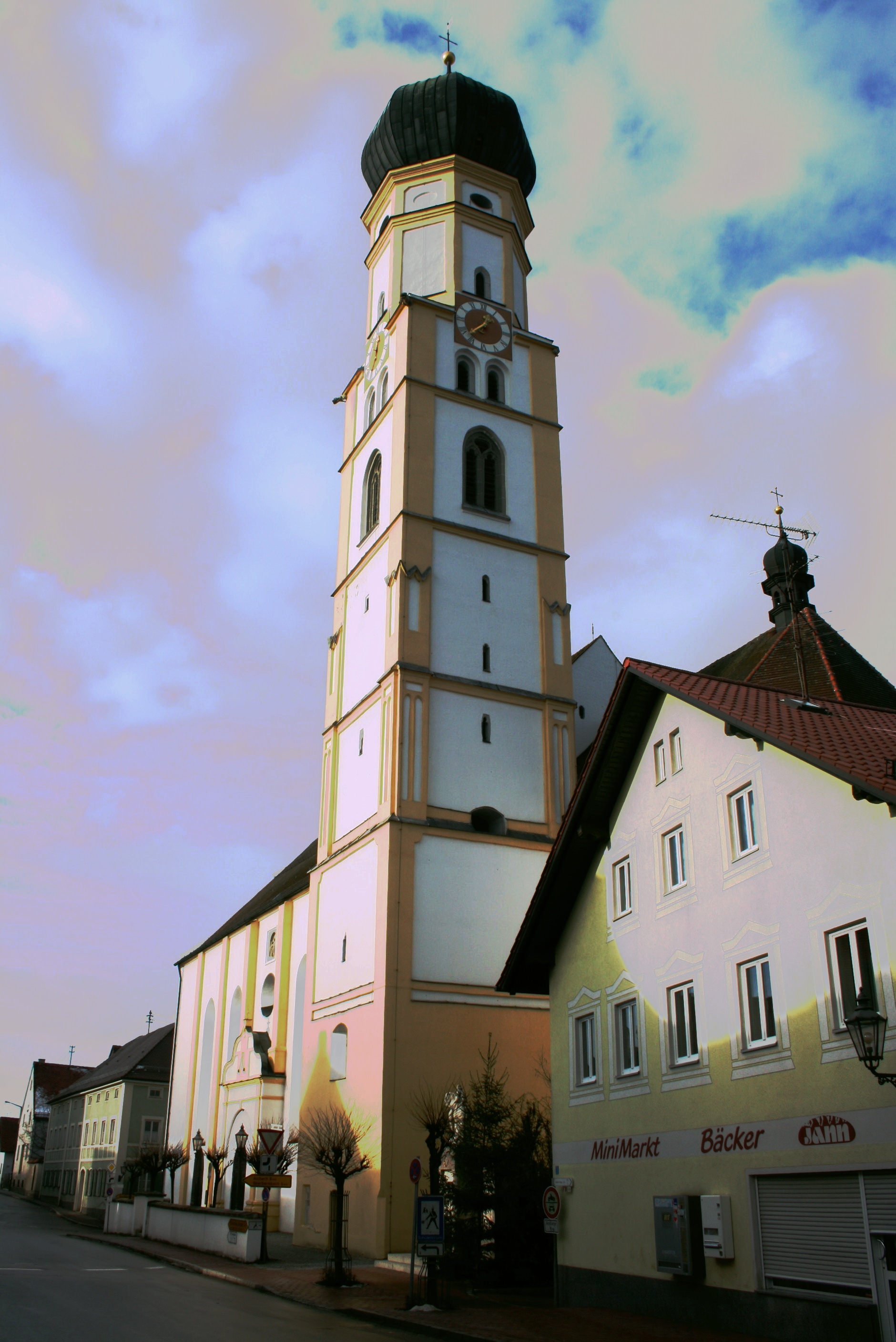
Wallfahrtskirche St. Leonhard

### Baudenkmäler
Prägendes Bauwerk ist die zwischen 1450 und 1457 errichtete Wallfahrtskirche St. Leonhard, auf die auch der dialektale Name des Ortes, Leahad, zurückgeht.

### Regelmäßige Veranstaltungen
- Wallfahrten zum hl. Leonhard am Pfingstmontag
- historische Markttage
- Leonhardiritt jeweils am ersten Sonntag im November

## Persönlichkeiten
- Ignaz Baldauf (1715–1795), Rokokomaler
- Theodor Körner (1941–2018), Jurist und Politiker, Landrat des Kreises Aichach-Friedberg